# Walter Reed (attore)
Walter Reed Smith (Bainbridge Island, 10 febbraio 1916 – Santa Cruz, 20 agosto 2001) è stato un attore statunitense.
Ha recitato in quasi cento film dal 1929 al 1970 ed è apparso in oltre cento produzioni televisive dal 1952 al 1972.

## Biografia
Walter Reed nacque a Bainbridge Island, Washington, il 10 febbraio 1916.
Debuttò nel 1929, non accreditato, nel film Redskin e in televisione nell'episodio Beauty for Hire della serie televisiva Squadra mobile, andato in onda il 9 ottobre 1952, nel ruolo di Jimmy Dow. Gli furono poi affidati numerosi ruoli secondari in molte serie televisive dagli anni 50 fino ai primi anni 70 mentre per il cinema interpretò molti film, in particolare dei generi western, horror e fantascienza.
La sua ultima apparizione sul piccolo schermo avvenne nell'episodio 45 Minutes from Home della serie televisiva Le strade di San Francisco, andato in onda il 7 ottobre 1972, mentre per il grande schermo l'ultima interpretazione risale al film Tora! Tora! Tora! del 1970 in cui interpreta il vice ammiraglio William S. Pye .
Nel 2000 ricevette il Golden Boot Award, un premio di riconoscimento ad artisti che hanno contribuito significativamente al genere western. Morì per insufficienza renale a Santa Cruz, in California, il 20 agosto 2001.

## Filmografia

### Cinema
- Redskin, regia di Victor Schertzinger (1929)
- Love in September, regia di Edward F. Cline (1936) - corto
- Military Training, regia di Hal Roach Jr. (1941) - corto
- Framing Father, regia di Charles E. Roberts (1942) - corto
- My Favorite Spy, regia di Tay Garnett (1942)
- The Mayor of 44th Street, regia di Alfred E. Green (1942)
- Mexican Spitfire's Elephant, regia di Leslie Goodwins (1942)
- Army Surgeon, regia di A. Edward Sutherland (1942)
- Tre ragazze e un caporale (Seven Days' Leave), regia di Tim Whelan (1942)
- 19º stormo bombardieri (Bombardier), regia di Richard Wallace e, non accreditato, Lambert Hillyer (1943)
- Mexican Spitfire's Blessed Event, regia di Leslie Goodwins (1943)
- Petticoat Larceny, regia di Ben Holmes (1943)
- La bionda di bambù (The Bamboo Blonde), regia di Anthony Mann (1946)
- Child of Divorce, regia di Richard Fleischer (1946)
- Piccolo cuore (Banjo), regia di Richard Fleischer (1947)
- L'amore senza volto (Night Song), regia di John Cromwell (1947)
- Western Heritage, regia di Wallace Grissell (1948)
- Gli avvoltoi (Return of the Bad Men), regia di Ray Enright (1948)
- La collana insanguinata (Mystery in Mexico), regia di Robert Wise (1948)
- Il sortilegio delle Amazzoni (Angel on the Amazon), regia di John H. Auer (1948)
- Falchi in picchiata (Fighter Squadron), regia di Raoul Walsh (1948)
- Charlie's Haunt, regia di Robert Florey (1950)
- Capitan Cina (Captain China), regia di Lewis R. Foster (1950)
- Chimere (Young Man with a Horn), regia di Michael Curtiz (1950)
- L'aquila e il falco (The Eagle and the Hawk), regia di Lewis R. Foster (1950)
- Linciaggio (The Lawless), regia di Joseph Losey (1950)
- Viva il generale Josè! (The Torch), regia di Emilio Fernández (1950)
- Flying Disc Man from Mars, regia di Fred C. Brannon (1950)
- The Sun Sets at Dawn, regia di Paul Sloane (1950)
- I conquistatori della Sirte (Tripoli), regia di Will Price (1950)
- Allo sbaraglio (Go for Broke!), regia di Robert Pirosh (1951)
- Wells Fargo Gunmaster, regia di Philip Ford (1951)
- Government Agents vs Phantom Legion, regia di Fred C. Brannon (1951)
- Superman and the Mole-Men, regia di Lee Sholem (1951)
- Squali d'acciaio (Submarine Command), regia di John Farrow (1951)
- La gang (The Racket), regia di John Cromwell (1951)
- Target, regia di Stuart Gilmore (1952)
- Bronco Buster, regia di Budd Boetticher (1952)
- L'autocolonna rossa (Red Ball Express), regia di Budd Boetticher (1952)
- Desert Passage, regia di Lesley Selander (1952)
- L'oro dei Caraibi (Caribbean), regia di Edward Ludwig (1952)
- Dan il terribile (Horizons West), regia di Budd Boetticher (1952)
- Aquile tonanti (Thunderbirds), regia di John H. Auer (1952)
- L'urlo della foresta (The Blazing Forest), regia di Edward Ludwig (1952)
- Il pagliaccio (The Clown), regia di Robert Z. Leonard (1953)
- Seminole, regia di Budd Boetticher (1953)
- Sangaree, regia di Edward Ludwig (1953)
- Il traditore di Forte Alamo (The Man from the Alamo), regia di Budd Boetticher (1953)
- Amanti latini (Latin Lovers), regia di Mervyn LeRoy (1953)
- Pantera rossa (War Paint), regia di Lesley Selander (1953)
- Teste rosse (Those Redheads from Seattle), regia di Lewis R. Foster (1953)
- Eternamente femmina (Forever Female), regia di Irving Rapper (1953)
- Agente federale X3 (Dangerous Mission), regia di Louis King (1954)
- Prigionieri del cielo (The High and the Mighty), regia di William A. Wellman (1954)
- L'ascia di guerra (The Yellow Tomahawk), regia di Lesley Selander (1954)
- Return from the Sea, regia di Lesley Selander (1954)
- Bandiera di combattimento (The Eternal Sea), regia di John H. Auer (1955)
- Il demone dell'isola (Hell's Island), regia di Phil Karlson (1955)
- I due capitani (The Far Horizons), regia di Rudolph Maté (1955)
- Alamo (The Last Command), regia di Frank Lloyd (1955)
- Bobby Ware Is Missing, regia di Thomas Carr (1955)
- I sette assassini (Seven Men from Now), regia di Budd Boetticher (1956)
- Emergency Hospital, regia di Lee Sholem (1956)
- Gianni e Pinotto banditi col botto (Dance with Me, Henry), regia di Charles Barton (1956)
- Gli indiavolati (Rock, Pretty Baby), regia di Richard Bartlett (1956)
- Io non sono una spia (Three Brave Men), regia di Philip Dunne (1956)
- L'ultimo dei banditi (Last of the Badmen), regia di Paul Landres (1957)
- La scure di guerra del capo Sioux (The Lawless Eighties), regia di Joseph Kane (1957)
- Quando l'amore è romanzo (The Helen Morgan Story), regia di Michael Curtiz (1957)
- Slim Carter, regia di Richard Bartlett (1957)
- Acque profonde (The Deep Six), regia di Rudolph Maté (1958)
- Summer Love, regia di Charles F. Haas (1958)
- How to Make a Monster, regia di Herbert L. Strock (1958)
- L'oro della California (Westbound), regia di Budd Boetticher (1959)
- Arson for Hire, regia di Thor L. Brooks (1959)
- Soldati a cavallo (The Horse Soldiers), regia di John Ford (1959)
- Assedio all'ultimo sangue (13 Fighting Men), regia di Harry W. Gerstad (1960)
- I dannati e gli eroi (Sergeant Rutledge), regia di John Ford (1960)
- Macumba l'isola dei vampiri (Macumba Love), regia di Douglas Fowley (1960)
- La squadra infernale (Posse from Hell), regia di Herbert Coleman (1961)
- Tempesta su Washington (Advise & Consent), regia di Otto Preminger (1962)
- La conquista del West (How the West Was Won), regia di Henry Hathaway, John Ford (1962)
- L'uomo che non sapeva amare (The Carpetbaggers), regia di Edward Dmytryk (1964)
- Il grande sentiero (Cheyenne Autumn), regia di John Ford (1964)
- Quando l'amore se n'è andato (Where Love Has Gone), regia di Edward Dmytryk (1964)
- Convict Stage, regia di Lesley Selander (1965)
- Fort Courageous, regia di Lesley Selander (1965)
- Mirage, regia di Edward Dmytryk (1965)
- La trappola mortale (The Money Trap), regia di Burt Kennedy (1965)
- Da un momento all'altro (Moment to Moment), regia di Mervyn LeRoy (1965)
- Tramonto di un idolo (The Oscar), regia di Russell Rouse (1966)
- Quelli della San Pablo (The Sand Pebbles), regia di Robert Wise (1966)
- The Destructors, regia di Francis D. Lyon (1968)
- Panic in the City, regia di Eddie Davis (1968)
- A Time for Dying, regia di Budd Boetticher (1969)
- Tora! Tora! Tora!, regia di Richard Fleischer, Kinji Fukasaku (1970)

### Televisione
- Squadra mobile (Racket Squad) – serie TV, un episodio (1952)
- Biff Baker, U.S.A. – serie TV, un episodio (1952)
- Hopalong Cassidy – serie TV, un episodio (1952)
- Fireside Theatre – serie TV, 2 episodi (1953)
- The Pride of the Family – serie TV, un episodio (1953)
- The Pepsi-Cola Playhouse – serie TV, un episodio (1954)
- Waterfront – serie TV, un episodio (1954)
- The Lone Wolf – serie TV, un episodio (1954)
- The Public Defender – serie TV, 2 episodi (1954)
- Letter to Loretta – serie TV, 2 episodi (1953-1954)
- Schlitz Playhouse of Stars – serie TV, un episodio (1955)
- Cavalcade of America – serie TV, 3 episodi (1954-1955)
- Il cavaliere solitario (The Lone Ranger) – serie TV, 3 episodi (1953-1955)
- Soldiers of Fortune – serie TV, un episodio (1955)
- City Detective – serie TV, 3 episodi (1954-1955)
- The Man Behind the Badge – serie TV, 2 episodi (1955)
- Jane Wyman Presents The Fireside Theatre – serie TV, un episodio (1955)
- Dragnet – serie TV, 3 episodi (1953-1955)
- Passport to Danger – serie TV, un episodio (1956)
- Le avventure di Campione (The Adventures of Champion) – serie TV, episodi 1x18-1x24 (1956)
- Studio 57 – serie TV, 2 episodi (1955-1956)
- Buffalo Bill, Jr. – serie TV, 7 episodi (1955-1956)
- Il sergente Preston (Sergeant Preston of the Yukon) – serie TV, 2 episodi (1956)
- Annie Oakley – serie TV, 8 episodi (1954-1957)
- Gunsmoke – serie TV, un episodio (1957)
- Le avventure di Rin Tin Tin (The Adventures of Rin Tin Tin) – serie TV, un episodio (1957)
- Climax! – serie TV, un episodio (1957)
- Have Gun - Will Travel – serie TV, episodio 1x03 (1957)
- I racconti del West (Zane Grey Theater) – serie TV, un episodio (1957)
- The Restless Gun – serie TV, episodio 1x05 (1957)
- Tales of Wells Fargo – serie TV, un episodio (1957)
- Il tenente Ballinger (M Squad) – serie TV, episodio 1x08 (1957)
- Meet McGraw – serie TV, un episodio (1957)
- Broken Arrow – serie TV, un episodio (1958)
- Official Detective – serie TV, un episodio (1958)
- State Trooper – serie TV, un episodio (1958)
- Adventures of Superman – serie TV, un episodio (1958)
- The People's Choice – serie TV, 2 episodi (1956-1958)
- Casey Jones – serie TV, un episodio (1958)
- Panico (Panic!) – serie TV, un episodio (1958)
- Mike Hammer – serie TV, 2 episodi (1958)
- Buckskin – serie TV, un episodio (1958)
- The Lineup – serie TV, 2 episodi (1957-1958)
- Flight – serie TV, 2 episodi (1958)
- Furia (Fury) – serie TV, 2 episodi (1955-1959)
- Sky King – serie TV, un episodio (1959)
- How to Marry a Millionaire – serie TV, un episodio (1959)
- Markham – serie TV, un episodio (1959)
- Avventure in elicottero (Whirlybirds) – serie TV, 4 episodi (1957-1959)
- World of Giants – serie TV, un episodio (1959)
- Men Into Space – serie TV, episodio 1x08 (1959)
- Peter Gunn – serie TV, episodio 2x10 (1959)
- The Millionaire – serie TV, 2 episodi (1955-1960)
- Hotel de Paree – serie TV, un episodio (1960)
- Colt .45 – serie TV, 2 episodi (1957-1960)
- Not for Hire – serie TV, episodio 1x25 (1960)
- Avventure lungo il fiume (Riverboat) – serie TV, un episodio (1960)
- Hennesey – serie TV, un episodio (1960)
- Tombstone Territory – serie TV, un episodio (1960)
- Laramie – serie TV, un episodio (1960)
- Perry Mason – serie TV, 2 episodi (1958-1960)
- Cheyenne – serie TV, 3 episodi (1956-1960)
- Gli intoccabili (The Untouchables) – serie TV, un episodio (1960)
- Ai confini della realtà (The Twilight Zone) – serie TV, un episodio (1960)
- O'Conner's Ocean – film TV (1960)
- Le leggendarie imprese di Wyatt Earp (The Life and Legend of Wyatt Earp) – serie TV, 2 episodi (1956-1960)
- Maverick – serie TV, 2 episodi (1957-1961)
- Alcoa Presents: One Step Beyond – serie TV, un episodio (1961)
- Lawman – serie TV, un episodio (1961)
- Dennis the Menace – serie TV, 4 episodi (1961)
- Thriller – serie TV, episodio 1x34 (1961)
- Coronado 9 – serie TV, 3 episodi (1960-1961)
- The Case of the Dangerous Robin – serie TV, 4 episodi (1960-1961)
- Miami Undercover – serie TV, un episodio (1961)
- Avventure in fondo al mare (Sea Hunt) – serie TV, un episodio (1961)
- King of Diamonds – serie TV, un episodio (1961)
- Bronco – serie TV, un episodio (1962)
- 87ª squadra (87th Precinct) – serie TV, un episodio (1962)
- Hawaiian Eye – serie TV, episodio 3x34 (1962)
- The Donna Reed Show – serie TV, un episodio (1962)
- Alcoa Premiere – serie TV, 2 episodi (1962)
- Indirizzo permanente (77 Sunset Strip) – serie TV, 5 episodi (1958-1962)
- Bonanza – serie TV, un episodio (1962)
- Saints and Sinners – serie TV, un episodio (1962)
- Hazel – serie TV, 2 episodi (1962-1963)
- Carovane verso il west (Wagon Train) – serie TV, 5 episodi (1959-1963)
- Sotto accusa (Arrest and Trial) – serie TV, episodi 1x11-1x26 (1963-1964)
- Mister Ed, il mulo parlante (Mister Ed) – serie TV, un episodio (1964)
- Viaggio in fondo al mare (Voyage to the Bottom of the Sea) – serie TV, un episodio (1964)
- Lassie – serie TV, 3 episodi (1960-1964)
- The Adventures of Ozzie & Harriet – serie TV, 3 episodi (1964-1965)
- Petticoat Junction – serie TV, 2 episodi (1964-1965)
- Ben Casey – serie TV, 2 episodi (1965)
- Io e i miei tre figli (My Three Sons) – serie TV, 2 episodi (1964-1966)
- F.B.I. (The F.B.I.) – serie TV, 3 episodi (1966)
- Batman – serie TV, 2 episodi (1967)
- Gli invasori (The Invaders) – serie TV, un episodio (1967)
- Tre nipoti e un maggiordomo (Family Affair) - serie TV, episodio 2x21 (1968)
- Il virginiano (The Virginian) – serie TV, 5 episodi (1964-1968)
- In nome della giustizia (The Bold Ones: The Protectors) – serie TV, un episodio (1969)
- The Monk – film TV (1969)
- Ironside – serie TV, 2 episodi (1969-1971)
- Le strade di San Francisco (The Streets of San Francisco) – serie TV, un episodio (1972)